# Левин, Залман Исаакович
Левин Залман Исаакович (4 июля 1923, Ветка Гомельской области — 3 октября 2019, Москва, РФ) — советский историк, востоковед, доктор исторических наук (1972).

## Биография
В 1947 окончил Московский институт востоковедения. Научный сотрудник Института востоковедения РАН (1953—1957 и с 1980), зав. сектором (1999—2002). Служил в Советской Армии (1947—1952 и в 1957—1980).
Полковник
Автор свыше 50 научных работ.

## Сочинения
- «Философ из Фурейки». М., 1965;
- «Развитие основных течений общественно-политической мысли в Сирии и Египте: (Новое время)». М., 1972;
- «Развитие арабской общественной мысли». М., 1984;
- «Ислам и национализм в странах зарубежного Востока». М., 1988;
- «Развитие общественной мысли на Востоке: Колониальный период. XIX—XX вв.» М., 1993.
- «Общественная мысль на Востоке (Постколониальный период)». М.: Восточная литература, 1999.
- «Менталитет диаспоры». М.: ИВРАН, «КРАФТ+», 2001.
- «Реформа в исламе: быть или не быть?» М.: ИВРАН, «КРАФТ+», 2005.
- «Восток: идентичность и глобализация». М.: ИВРАН, 2007.
- «Восток Модернизация в человеческом измерении». М., 2011
- «Очерки природы исламизма». М., 2014
- «Арабы в жерновах модернизации». М., 2016